# Bekilang
Bekilang is een bestuurslaag in het regentschap Karo van de provincie Noord-Sumatra, Indonesië. Bekilang telt 51 inwoners (volkstelling 2010).